# Hannelore Klamm

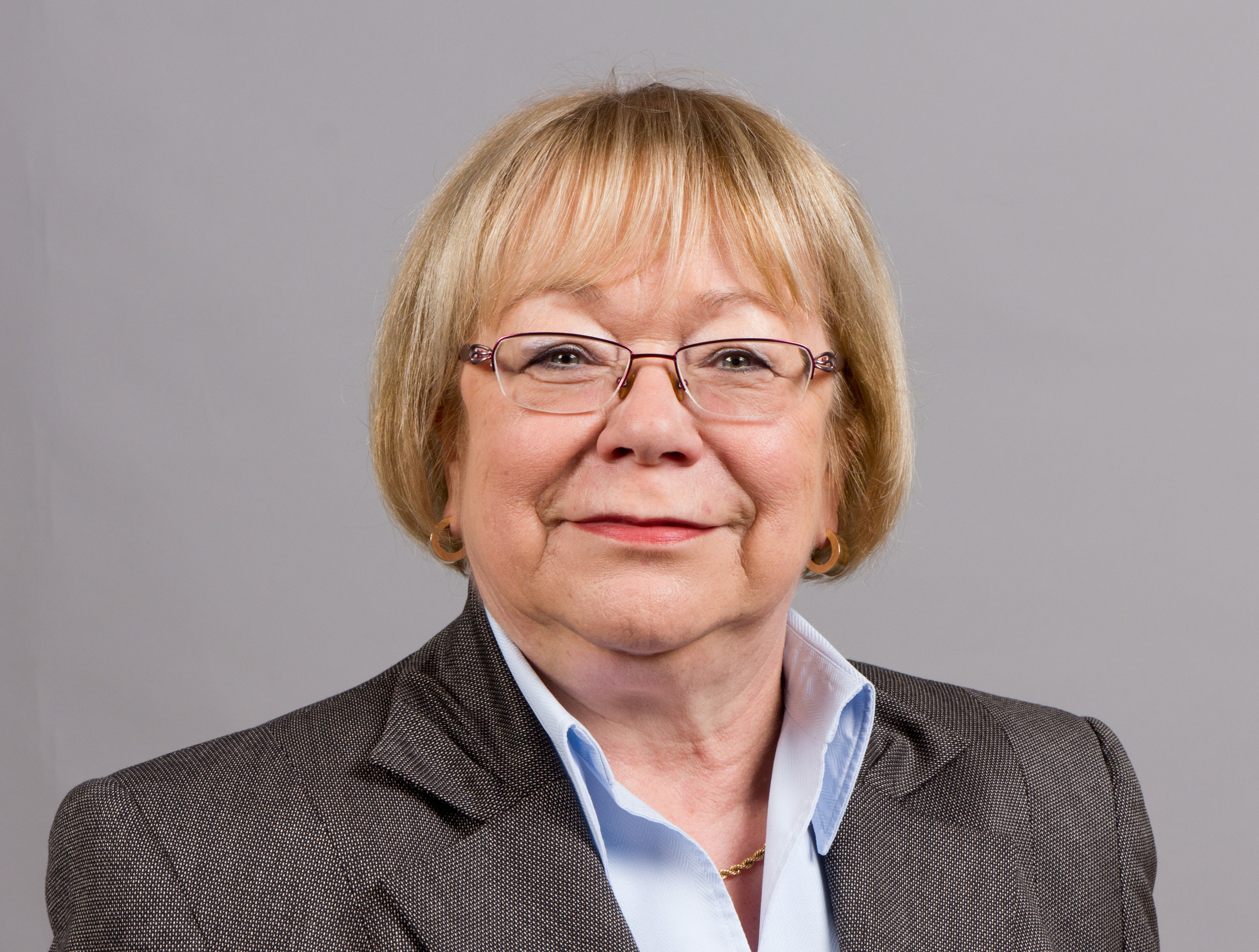
Hannelore Klamm (2014)

Hannelore Klamm (* 13. Januar 1949 in Ludwigshafen am Rhein) ist eine deutsche Politikerin der SPD.
Klamm war von 1994 bis 2014 Abgeordnete im Landtag von Rheinland-Pfalz und von 2006 bis 2014 Landtagsvizepräsidentin. Sie vertrat den Wahlkreis 37 (Mutterstadt).

## Beruf, Ausbildung und Familie
Klamm besuchte von 1959 bis 1965 das Gymnasium. Von 1965 bis 1970 arbeitete sie als Angestellte beim Postscheckamt Ludwigshafen und legte 1970 die Beamtenprüfung für den Mittleren Dienst ab. Von 1979 bis 1995 war sie Vorsitzende der Deutschen Postgewerkschaft. 1994 folgte der Aufstieg in den Gehobenen Dienst. 
Hannelore Klamm ist verwitwet und hat einen Sohn.

## Politik
Klamm trat 1969 der SPD bei und beteiligte sich seit 1973 an der Arbeitsgemeinschaft sozialdemokratischer Frauen (AsF) und Arbeitsgemeinschaft für Arbeit (AfA). 1980 wurde Hannelore Klamm SPD-Vorstandsmitglied in Mutterstadt. Ab 1989 war sie Mitglied des Gemeinderats Mutterstadt, fünf Jahre später wurde Klamm stellvertretende SPD-Ortsvereinsvorsitzende in Mutterstadt und wurde zur Fraktionsgeschäftsführerin des Gemeinderats ernannt. Sie trat 1994 in den Landtag von Rheinland-Pfalz ein. Drei Jahre darauf wurde Klamm Vorsitzende der SPD-Fraktion im Gemeinderat Mutterstadt, 1999 folgte die Ernennung zur stellvertretenden Vorsitzenden der SPD-Fraktion im Kreistag Ludwigshafen am Rhein. 
Seit dem Jahr 2000 ist Klamm außerdem stellvertretende Unterbezirks-Vorsitzende in Ludwigshafen/Frankenthal.
Ab 2006 hatte Klamm das Amt der Vizepräsidentin des Landtages Rheinland-Pfalz inne.
In der Legislaturperiode ab 2006 war sie Mitglied in den Ausschüssen für Medien und Multimedia, für Europafragen, im Ältestenrat des Landtages sowie Mitglied des geschäftsführenden Fraktionsvorstand der SPD-Landtagsfraktion.